# Arsenal de galeras
El arsenal de galeras es un antiguo arsenal militar ubicado en Marsella, Francia. Fue construido por Jean-Baptiste Colbert en la segunda mitad del siglo XVII para acomodar y armar las galeras del rey Luis XIV, pero estuvo en pleno funcionamiento hace menos de cien años, galeras perdiendo rápidamente su papel en las guerras de las armadas en beneficio de los barcos.
El Arsenal acogió hasta 1748 a los convictos de trabajo forzado, los galeotes. Estaba ubicado en las costas este y sur del Puerto Viejo y, aunque hoy en día no queda prácticamente nada, su emplazamiento ha dejado su huella el urbanismo de la ciudad.

## Historia de las galeras

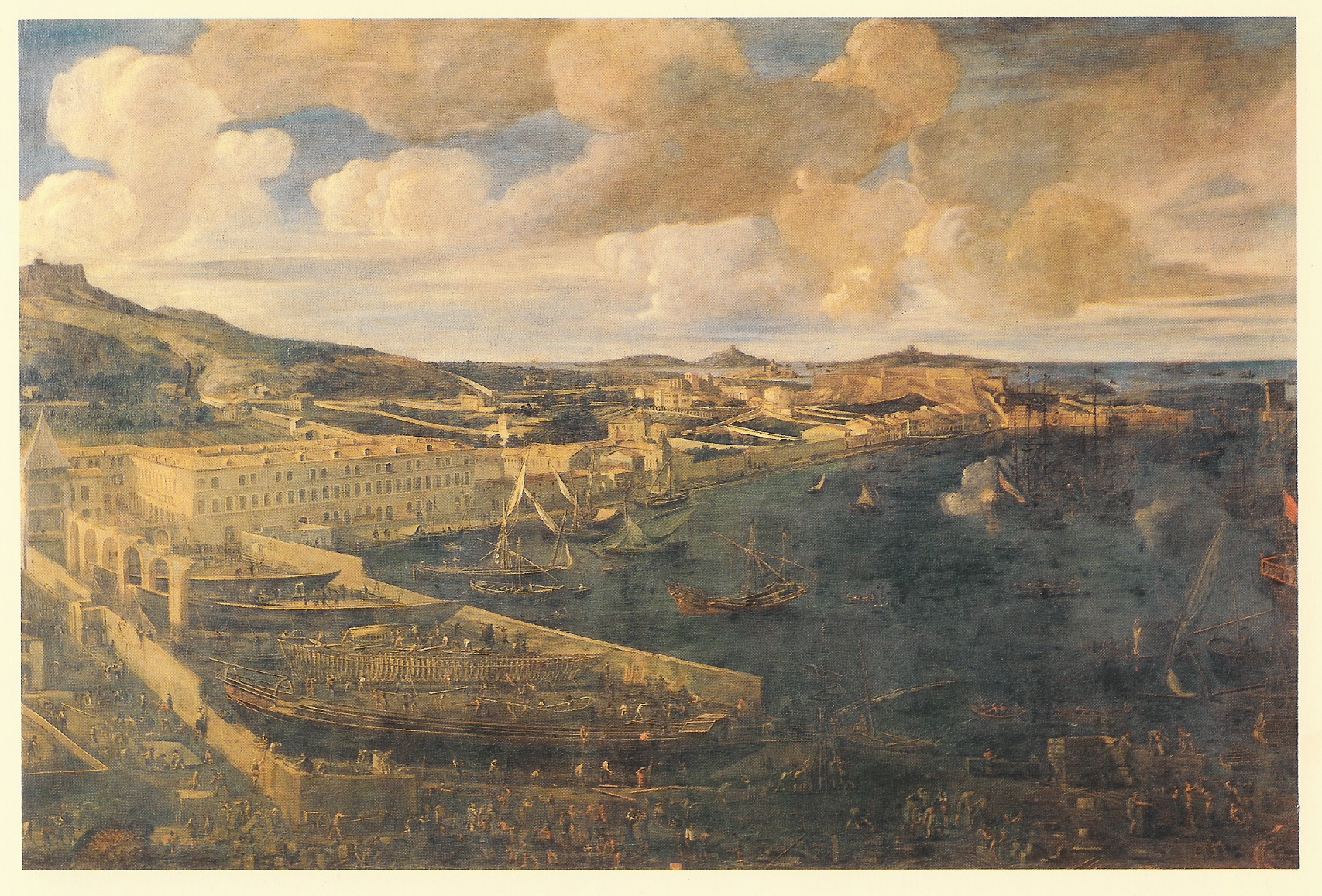
Arsenal des Galères de la ville de Marseille. Cuadro de 1666 de Jean-Baptiste de La Rose. Musée de la Marine de Marseille.

En época romana, Marsella ya tenía un arsenal de galeras. En su guerra contra Julio César, Pompeyo envió siete galeras para reforzar Marsella para atacar a la flota de César con 17 galeras, incluidas once con cubiertas. El arsenal de Marsella fue la base de 10 galeras, incluidos varios  con cubiertas. El arsenal también albergaba una zona donde «se fabricaban armas». Este enclave militar se encontraba en la costa sur de Lacydon, en el Plan Fourmiguier (desde el actual muelle belga hasta la dársena de carenaje).
En 1296, Carlos II de Anjou, más tarde, Carlos VIII (1495) y finalmente Luis XIV, mediante Colbert (segunda mitad del siglo XVII), sucesivamente reconstruyeron o restauraron el arsenal, para acomodar y armar las galeras del rey de Nápoles o de Francia. Marsella fue un importante puerto de guerra francés en el mar Mediterráneo. El arsenal de galeras fue ocupado de manera discontinua. En su último período, estuvo operativo hasta hace menos de cien años. Luis XV retiró las galeras (27 de septiembre de 1748), puesto que habían perdido a principios del siglo XVIII su papel en las marinas en beneficio de los buques de guerra.
El arsenal acogió hasta 1748 a los condenados a trabajos forzados, los galeotes. Estaba ubicado al este y al sur del Puerto Viejo y, aunque hoy en día no hay prácticamente nada (la Capitanía, y también una antigua discoteca de la década de 1960, "Arsenal des Galères", desde donde se permite observar las celdas talladas en la roca de la colina de Notre-Dame de la Garde. Finalmente, el canal de acceso y la dársena de las galeras, se rellenaron en los años 1910), su emplazamiento ha dejado su huella en el urbanismo de la ciudad.

## Las primeras instalaciones

### Arsenal de los condes de Provenza
Todavía no se han encontrado rastros del arsenal de la época de los romanos. Los condes de Provenza, reyes de Nápoles, crearon a fines del siglo XIII un puerto de guerra en Marsella. Carlos I de Anjou estableció un arsenal donde se construyeron galeras. Se trataba de atarazanas, es decir, un tipo de hangares donde se guardaban los mástiles, cuerdas, velas, poleas, remos y artillería.
Reunió unas cuarenta galeras que participaron en batallas contra la flota del rey de Aragón. La flota provenzal estaba comandada por un almirante, como Barthélemy Bonvin, que también sirvió bajo Carlos II el Cojo o Guillaume Cornut (o Cornuti) asesinado en la batalla naval de Malta el 8 de julio de 1283. Era independiente del almirante de Sicilia, y actuaba bajo las órdenes directas del rey.
En 1296, Carlos II creó un especial de almirantazgo en Provenza y se le concedió, a petición de su senescal de Provenza, por la ciudad de Marsella, los astilleros del plan Fourmiguier, zona situada en la parte inferior del Puerto Viejo, en la ubicación del muelle belga actual. El nuevo almirante era Richard de Lamanon, guardia del arsenal y galeras de Marsella. El almirante de Provenza tenía la tarea de designar a los capitanes de las galeras y ejercer un poder civil y criminal sobre todos los hombres que pertenecían a la flota. Esta organización duró hasta el final del reinado de Carlos II.
La ciudad de Marsella estuvo luchando por recuperar el uso del plan Fourmiguier. Esto se hizo realidad en 1320, cuando los fustiers (carpinteros) reanudaron su actividad en este lugar. El rey Roberto I de Nápoles ordenó la creación de nuevas atarazanas al este del muelle de Rive-Neuve para la fabricación de galeras, para continuar la reconquista de Sicilia, perdida después de las vísperas sicilianas.
El rey de Francia Carlos IV «el Hermoso», que planeaba emprender una nueva cruzada, tuvo galeras construidas en Marsella, probablemente en el arsenal de su primo el rey Roberto. Estos edificios serán abandonados ya a mediados del siglo XIV.

### Arsenal de los reyes Carlos VIII y Luis XII
Después de la unión de Provenza al Reino de Francia, después de la muerte el 11 de diciembre de 1481 de Carlos V de Maine, último conde de Provenza, el rey de Francia Carlos VIII quiso hacer valer sus derechos sobre el reino de Nápoles. Construyó un nuevo arsenal con seis astilleros en la esquina sureste del puerto. En agosto de 1488, escribió para activar la construcción de varias galeras en los arsenales provenzales.Arnaud d'Agnel, 1914, p. 414 En 1494, mientras Carlos VIII ganaba el sur de Italia por tierra, una flota provenzal compuesta por seis galeras se unió a él en Nápoles.
En 1512, Luis XII ordenó la construcción de doce astilleros adicionales, seis de los cuales fueron realizados. El arsenal de Carlos VIII y Luis XII cayó en desuso, como se muestra en el acta de Jean Roulx durante su instalación en 1570 como guardia del arsenal de Marsella.

### El arsenal en elsigloXVIy principios delXVII

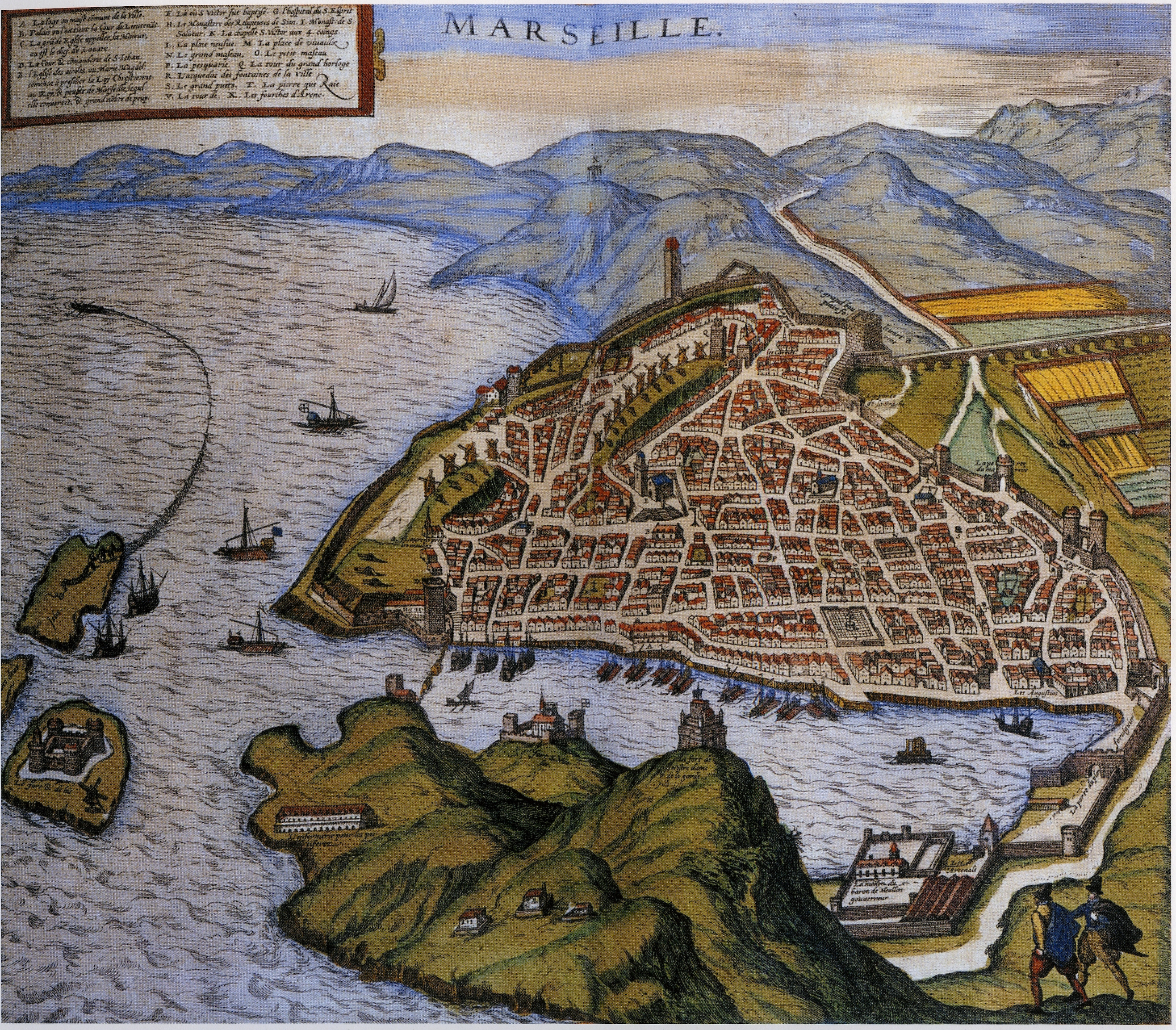
Las galeras en el puerto y la rada de Marsella, Atlas de 1584.

En 1536, bajo el reinado de Francisco I, Marsella tenía 23 galeras en su puerto. En septiembre de 1533, Catalina de Médici hizo el viaje desde Florencia (más concretamente desde el puerto de Ostia) a Marsella en la galera papal, su tío Clemente VII, para casarse con el Delfín, futuro Enrique II. El clímax del número de galeras se alcanzó durante su reinado; concedió gran importancia a la fuerza naval. Cortó la madera necesaria del Delfinado para la construcción de galeras cuyo número alcanzó, en 1548, el número récord de 42 en el puerto de Marsella.
Poco después de la muerte del rey, y las guerras terminadas, la decadencia se reanudó y solo quedaron 13 galeras en 1561, entre aquellas que fueron enviados para la reforma y aquellas entregadas a los poderosos. De hecho, las galeras eran embarcaciones frágiles y de elevado mantenimiento. Era más económico para el rey alquilarlos a los propietarios, como los Valbelles, capitán de  galeras, de padre a hijo. En 1578, el gran prior, Enrique II de Angulema, dijo en sus protestas que, de las 18 galeras que se encuentran en Marsella y Tolón, solo un par de barcos están en condiciones de ser puestos a navegar. Bajo Enrique IV, el declive continuó por la carencia de financiación, tanto es así, que con ocasión del matrimonio del rey con María de Médici, fueron galeras extranjeras pertenecientes al Papa, el duque de Toscana y la orden de San Juan de Jerusalén las que llevaron a la princesa a Marsella el 3 de noviembre de 1600.
Tan pronto como llegó al poder, Richelieu reemprendió la construcción de las galeras. A principios de 1624, las galeras fueron trasladadas de Marsella a Tolón para poder combatir mejor a los berberiscos que amenazaban las islas de Hyères. Después de un breve regreso a Marsella, las galeras regresaron a Tolón porque una epidemia de peste asoló Marsella en 1649.

### Hospital de forzados
Poco antes de que las galeras fueran trasladadas de Marsella a Tolón, se puso en funcionamiento un hospital penitenciario.
Este hospital fue creado en 1646 por iniciativa de un caballero provenzal, Gaspard de Simiane, Señor de Coste, caballero de Malta, famoso por su piedad y caridad, y el obispo de Marsella, Jean-Baptiste Gault. Se dirigieron a la duquesa de Aiguillon, sobrina del cardenal Richelieu, que financió la empresa. El rey ofreció la tierra ocupada por cuatro astilleros de la época deCarlos VIII, y se comprometió, mediante patente de julio de 1646, a cubrir los gastos de funcionamiento de este hospital real de  condenados.
Este hospital estaba ubicado en la esquina sureste del puerto, en el muelle de Rive-Neuve, cerca de la calle Jean-Ballard. Tenía 175 camas dobles. Su personal incluía un médico, un cirujano, seis muchachos boticarios y cinco enfermeras. La administración del hospital estaba a cargo de cuatro administradores. Los primeros fueron: Henri d'Armand, tesorero de Francia, Pierre de Bausset, señor de Roquefort, Gaspard de Simiane de la Coste, caballero de Malta, y Charles Moulas, escudero. Cada año, se renovaban los dos directores. Este hospital se incluiría posteriormente en el arsenal creado bajo Colbert.

## El arsenal de Louis XIV

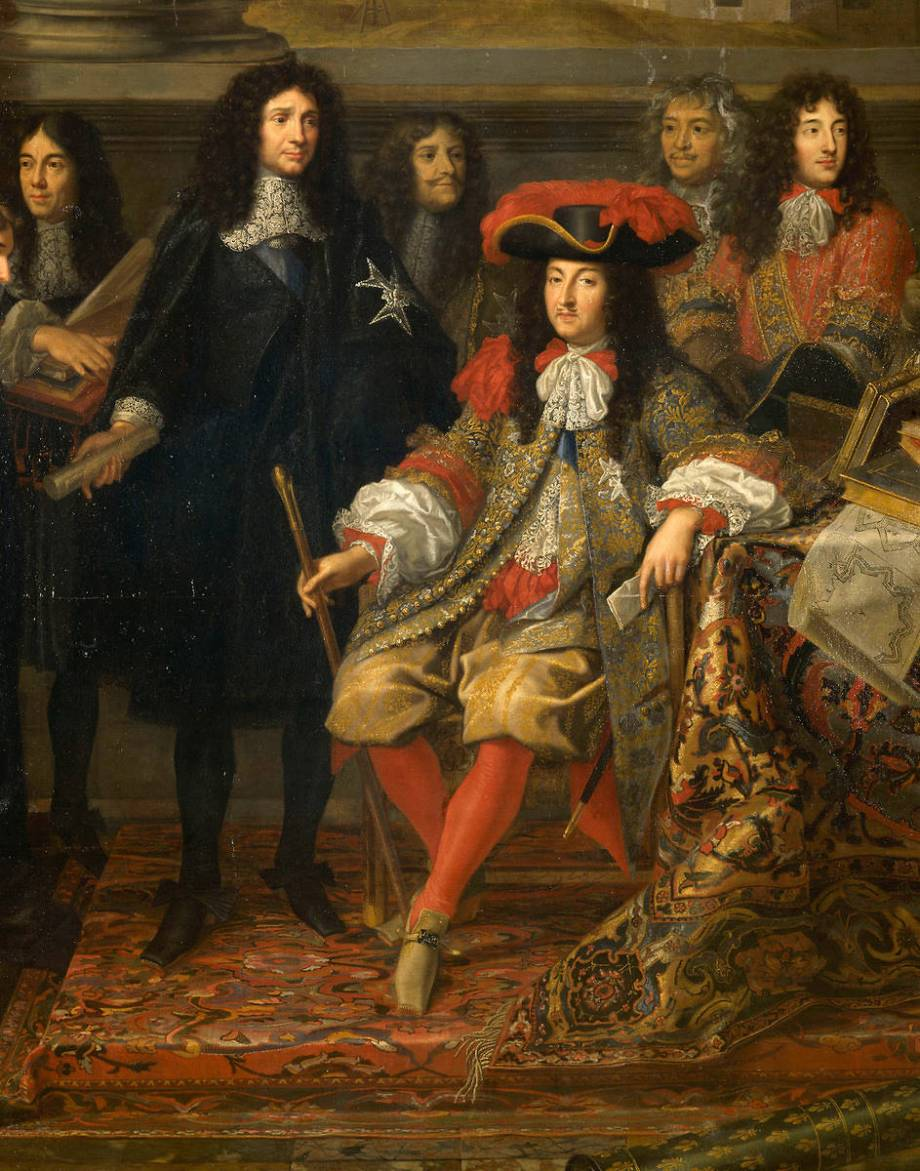
El rey Luis XIV y Colbert por Charles Le Brun (1667).

Cuando Luis XIV llegó a Marsella en 1660, el puerto ya no tenía una flota de guerra. De hecho, las galeras vegetaban en Tolón, donde solo quedaban seis para navegar y 1655 hombres. El rey quería una flota que superara a la de España y las potencias italianas. Sin embargo, la presencia de dicha flota requería la infraestructura suficiente para garantizar su recepción, mantenimiento y suministro.
El 10 de abril de 1665, Nicolas Arnoul fue nombrado «intendente de justicia, policía y finanzas de las fortificaciones de Provenza y Piamonte y de las galeras de Francia». Por lo tanto, era teniente general, comandante militar bajo la autoridad del almirante. Dirigió la administración, intendencia y el personal correspondiente (los «oficiales de plumas»).
El 24 de julio de 1665, se envió una orden de Luis XIV a los regidores de Marsella en la que el rey expresaba su deseo de armar las galeras y construir un arsenal con los medios necesarios, mediante la provisión en el puerto de un lugar «adecuado para colocar madera, planchas, antenas, mástiles, cañones y otras cosas necesarias para armamentos y construcciones y galeras».
Tres fases fueron necesarias para la edificación de este «parque de galeras».

### Primera fase (1665-1669)
Apenas llegó a Marsella, Nicolas Arnoul hizo todo muy rápidamente. Trajo de vuelta las galeras de Tolón. Se ocupó en primer lugar de la elección del terreno para la instalación del arsenal. Contrariamente a las órdenes de Colbert, que quería un terreno que no estuviera siendo utilizado, añadió uno del plan Fourmiguier (actualmente del Quai des Belges a la cuenca de carenaje), donde se construían los barcos comerciales de la ciudad de Marsella, y puso a los concejales ante al hecho consumado. El astillero municipal se trasladó al jardín de las bernardas.
La construcción del nuevo arsenal ocupó a Nicolas Arnoul durante cuatro años (1665-1669). El trabajo se llevó a cabo bajo la dirección de Gaspard Puget, hermano de Pierre Puget, que estaba trabajando en esa época en Génova.
Colbert fue a Marsella en junio de 1669, recién terminados los trabajos.

### Segunda fase (1673-1679)

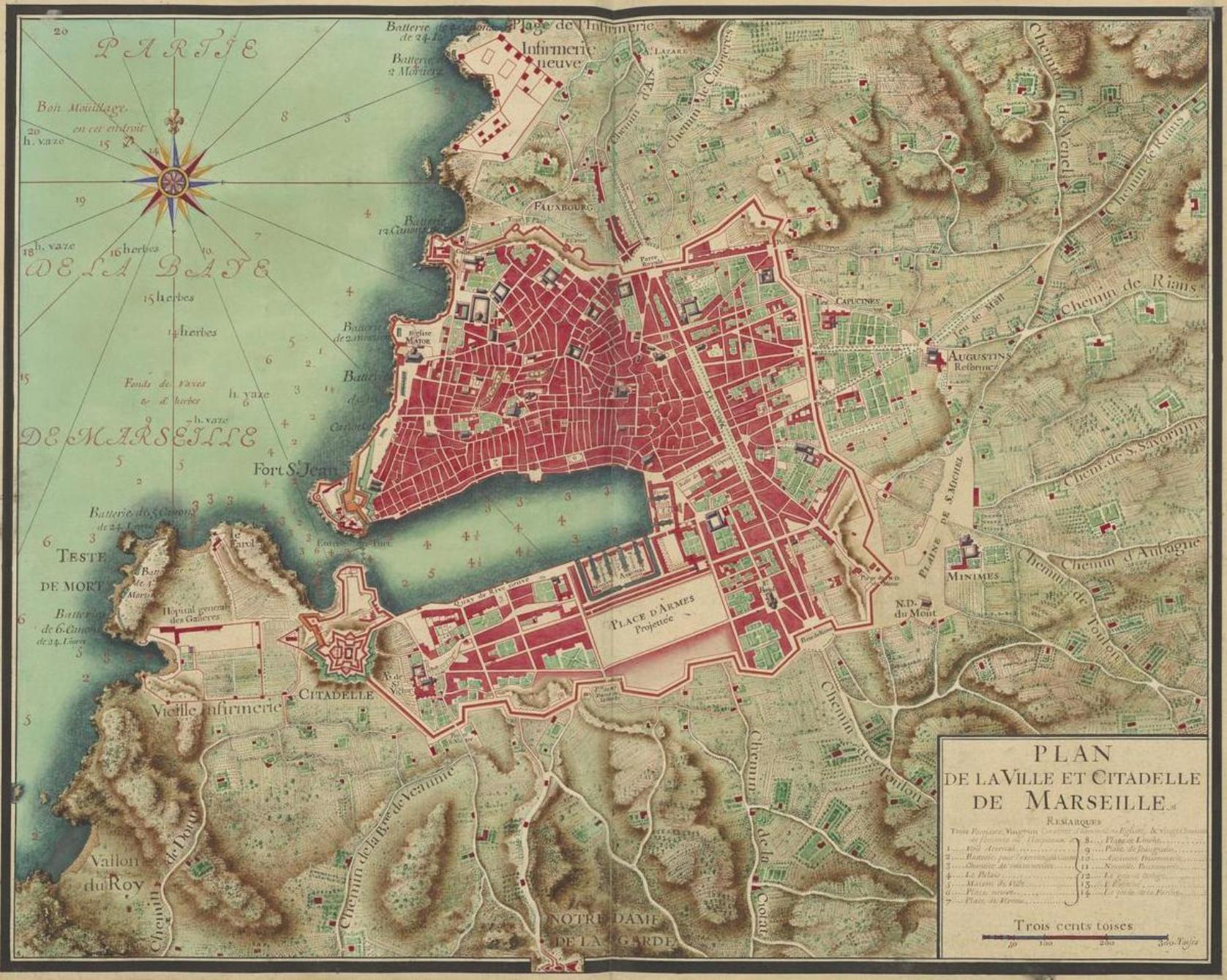
Plano de Marsella en 1700. El arsenal está cerca de la Plaza de armas proyectada.

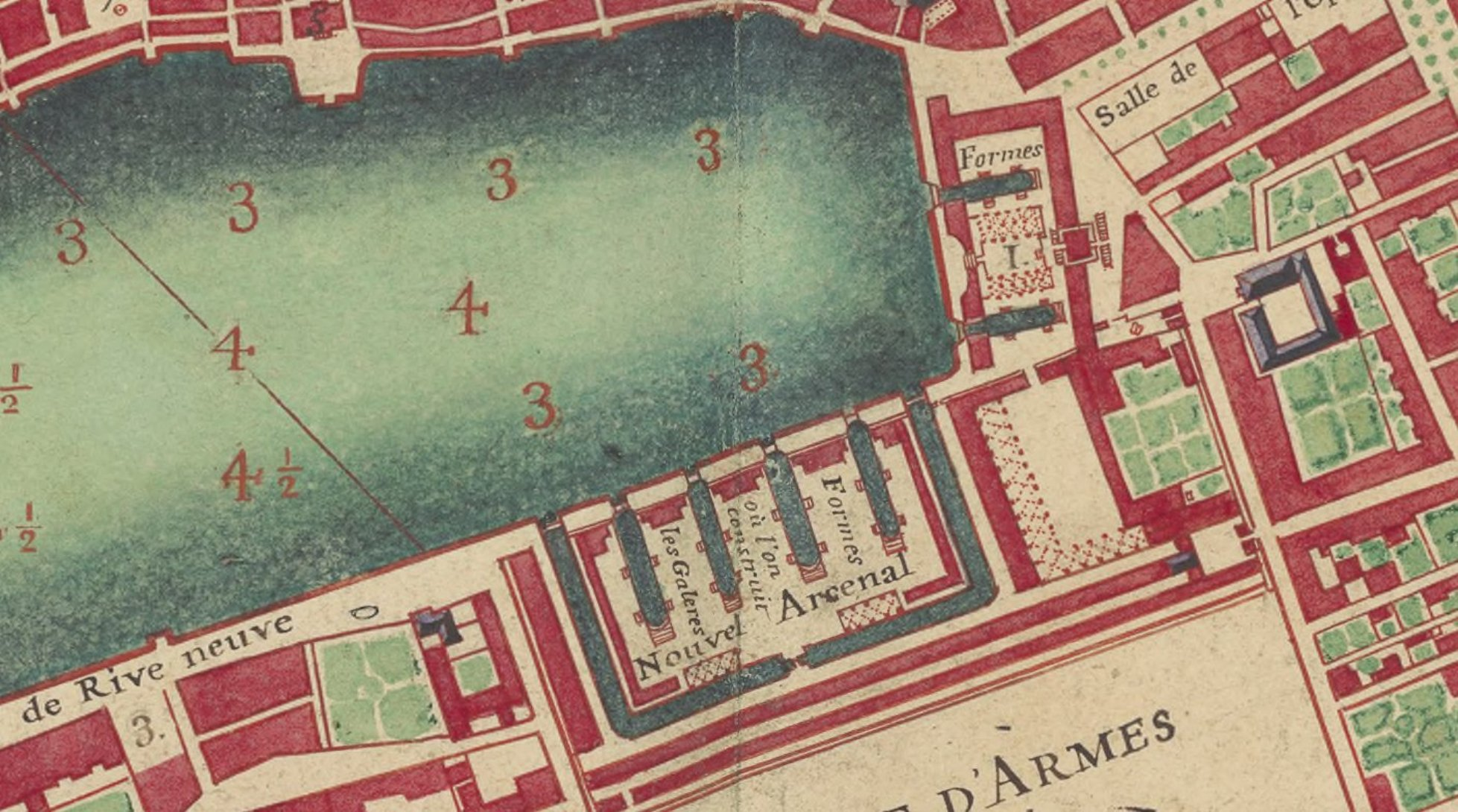
Plano del arsenal de galeras. Este documento de 1700 permite ver la evolución del arsenal, el número 1 representa la primera fase de las instalaciones (detalle del plano anterior).

Tras la puesta en marcha de las primeras obras, Arnoul se dio cuenta de la insuficiencia de este realización y planeó extender el arsenal más allá de la esquina sureste del puerto, a lo largo del muelle de Rive-Neuve, y expropió el convento de las clarisas capuchinas. Arnoul después se enfrentó a un agrio conflicto con los concejales, apoyado por el duque de Mercœur, Luis José de Vendôme.
La adquisición del convento de las capuchinas, contiguo al hospital de los condenados, se llevó a cabo en 1673, gracias a la intervención del obispo de Marsella, Toussaint de Forbin-Janson. Las nuevas obras duraron hasta 1679, con un albañil como Pierre Puget, a menudo confundido con su primo famoso, el escultor Pierre Puget.

### Tercera fase (1685-1690)
Después de una nueva serie de expropiaciones, se completó el arsenal de galeras que se extendió hasta la calle de Fort-Notre-Dame. Los marselleses volvieron a perder su astillero, que hubo de ser trasladado más al oeste en los terrenos de la Misericordia.
El Ingeniero Jefe de fortificaciones, Antoine Niquet, elaboró un proyecto que fue aceptado en 1685 por Jean-Baptiste Colbert de Seignelay, hijo de Colbert. Las demoliciones se llevaron a cabo el mismo año. Los  edificios estaban a cargo de André Boyer, arquitecto de los edificios del rey, y continuaron desde 1686 hasta 1690. La parte construida en 1665-1669 tomó el nombre de «parque viejo».
Todo el Arsenal adoptó la forma de una L mayúscula: la barra horizontal representaba el muelle de los belgas y la barra vertical el muelle de Rive-Neuve. Abarcaba las tierras limitadas hoy por la Iglesia de los agustinos, el Palacio de la Bolsa, la Plaza del General de Gaulle, las calles Paradis, Sainte y Fort Notre-Dame.
La entrada del antiguo Arsenal se situaba en el quai des Belges y tenía forma de herradura. Frente a esta puerta de entrada se encontraba un importante pabellón coronado por un reloj y ubicado en el eje de la calle Pavillon al que dio su nombre.
En este antiguo arsenal también había dos diques secos para la construcción de galeras, así como almacenes donde se guardaban los remos, cuerdas y aparejos de las galeras. Al norte está el hospital de los forzados, un patio para el almacenamiento de la madera, y la vivienda del intendente con el jardín del rey, que contenía plantas raras y jaulas con animales exóticos. La suntuosa residencia de este administrador se llamó Maison du Roi (Casa del Rey). Entre ella y el patio de madera hay un edificio con almacenes en la planta baja y el primer piso, la famosa sala de armas. Esta, donde se almacenan 10 000 mosquetes y sables, fue considerado el más bello de Europa.
El nuevo arsenal ocupa el sur del antiguo arsenal y el nuevo muelle de la costa. La puerta de entrada se encuentra en el lado este de la actual rue Paradis. Sobre esta puerta, Jean-Baptiste Grosson señala que en un cartucho se leía la orgullosa alabanza del rey Sol: «Hanc Magnus Lodoix invictis classibus arcem condivit dom dom dat sua jura mari» (“El gran Luis con flotas invencibles construyó esta ciudadela; desde aquí dicta sus leyes al mar domado” ). En este nuevo arsenal también están:
- dos diques secos para la construcción de galeras, pero más grandes que los del antiguo arsenal.
- una dársena en forma de L conectada al puerto viejo que se convertirá, después de la destrucción de todo el arsenal, en el canal de aduanas, y que ocupa la Place aux Oils y el paseo de Estienne d'Orves, actuales.
- dispuestos paralelamente a la calle Sainte, dos enormes edificios de 450 metros de largo separados por una calle, albergan uno, el más cercano al puerto, los talleres y las galeras, y el otro, el más meridional, la cordelería.

### Evolución de la actividad

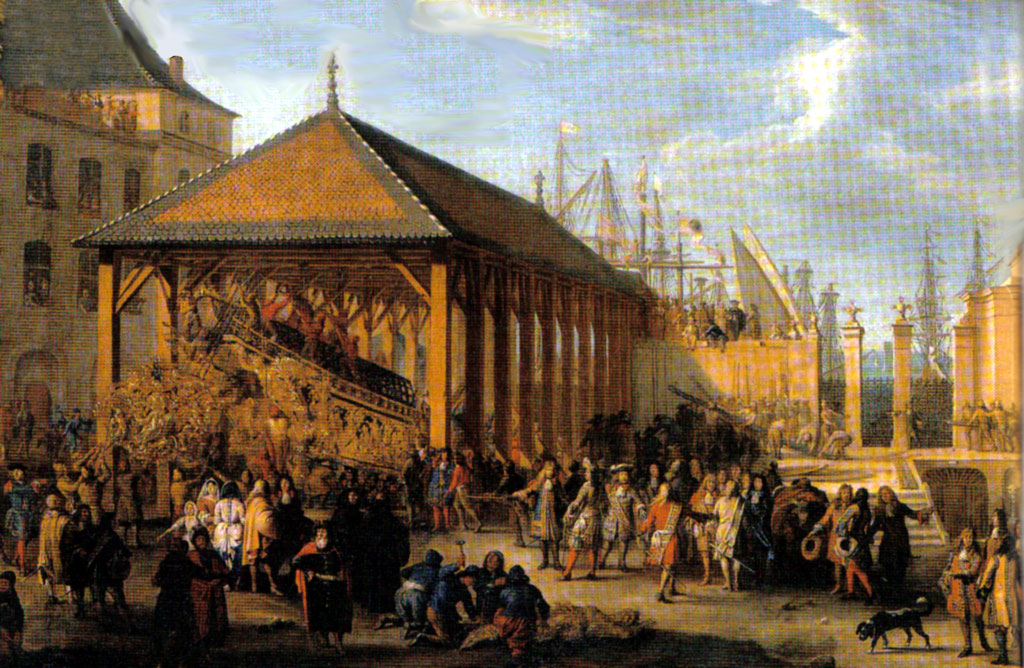
Construcción de la Galera La Réale en el Arsenal de Marsella - Cuadro de 1694, atribuido a Jean-Baptiste de La Rose.

Después del declive del final del siglo XVII y el comienzo del siglo XVIII, en 1675, poco después de la muerte del intendente de las galeras Nicolás Arnoul, había 25 galeras en Marsella. Este número aumentó gradualmente para llegar a 30 en 1680 y 40 galeras en 1690, lo que marcó el apogeo el reinado de Luis XIV. Si se añaden a las unidades estacionadas en el Levante mediterráneo, las 15 galeras del Atlántico, Francia tenía la flota más poderosa de Europa. En 1688, Luis XIV grabó una medalla con el lema Assertum maris mediterranei imperium («el dominio del mar Mediterráneo está asegurado»).
Aunque las galeras ya no tenían un papel real en la armada de la época, seguían siendo una gran marca de prestigio. En 1673, Madame de Sévigné le describió a su hija Françoise de Sévigné, condesa de Grignan, «La Réale, haciendo el ejercicio, y las banderolas y los cañonazos ...». En 1680, esta última, esposa de François Adhémar de Monteil, conde de Grignan, teniente general del rey en Provenza, al y como el Mercure Galant narró fue a Marsella, «fue al castillo de If en la Réale que había fortificado Louis Victor de Rochechouart de Mortemart, duque Vivonne, General de las Galeras ... fue recibida por veintiséis galeras ...».
El declive que comenzó a principios del siglo XVIII será inexorable. De 1719 a 1738, había unas quince galeras de las cuales solo de 6 a 8 esataban operativas. La última campaña de las galeras tuvo lugar del 15 de junio al 7 de agosto de 1747, bajo el mando del general de galeras en persona Juan Felipe de Orleans, bastardo legitimado de Felipe II de Orleans «el Regente».   El general murió al año siguiente a la edad de 46 años y solo dos meses después, Luis XV firmó la ordenanza del 27 de noviembre de 1748, por la que todo el personal de las galeras se integró en la marina real.
En 1779, solo quedaban dos galeras en Marsella y cuatro en Tolón. De las dos marsellesas, l’Écarlate, se vendió para el desguace; la otra, la Ferme, se reparó y se envió a Tolón. Esta, que sería la última galera existente, se desguazó en 1814.

### Los galeotes

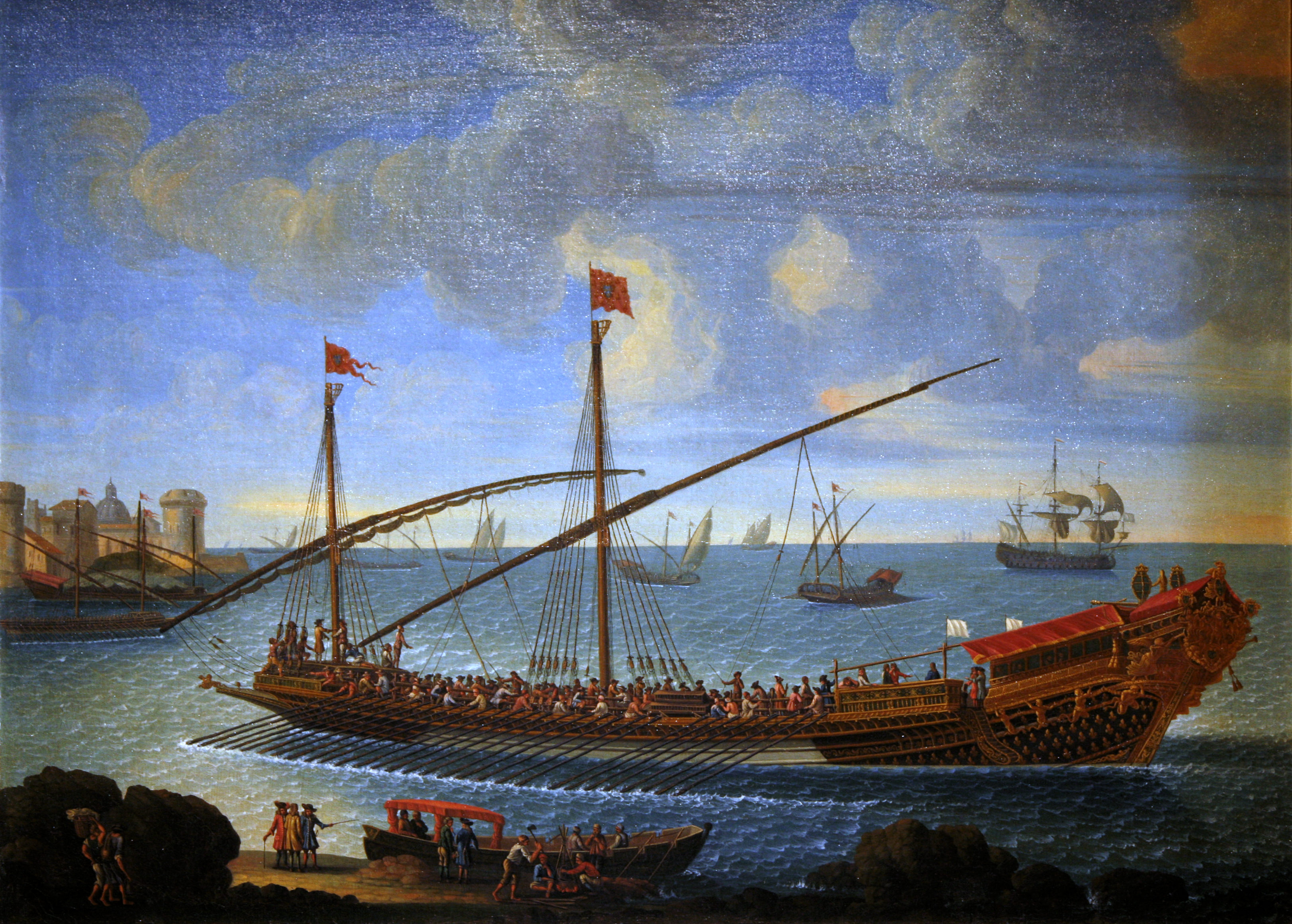
Galera almirante La Réale construida en 1679 - Museo Naval.

Las galeras, herederas directas de los trirremes romanos, típicamente barcos militares mediterráneos, utilizaban como propulsión galeotes, compuestas por unos 260 remeros.
El conjunto de galeotes se componía de 3 categorías de personas:
- esclavos del norte de África, Grecia o Asia Menor, que eran comprados por agentes en los mercados, conocidos aquellos con el nombre de «los turcos». Esta categoría representaba el 25% de la fuerza de trabajo a mediados del siglo XVII, pero disminuyó constantemente hasta únicamente el 10% en 1700.
- La mayoría de la fuerza de trabajo era proporcionada por delincuentes comunes tras de la creación en 1564 por parte de Carlos IX de la «pena de galeras». Agrupados en las cárceles de las grandes ciudades, estos convictos eran transportados en convoyes o «cadenas» a Marsella. Aunque las causas de la condena varían según el período, las siguientes cifras se pueden utilizar para simplificar las siguientes estadísticas: desertores (39%), contrabandistas de sal o salineros de gabela de sal (10%), criminales (39%), y protestantes (12%).[31]

### Gestión del arsenal

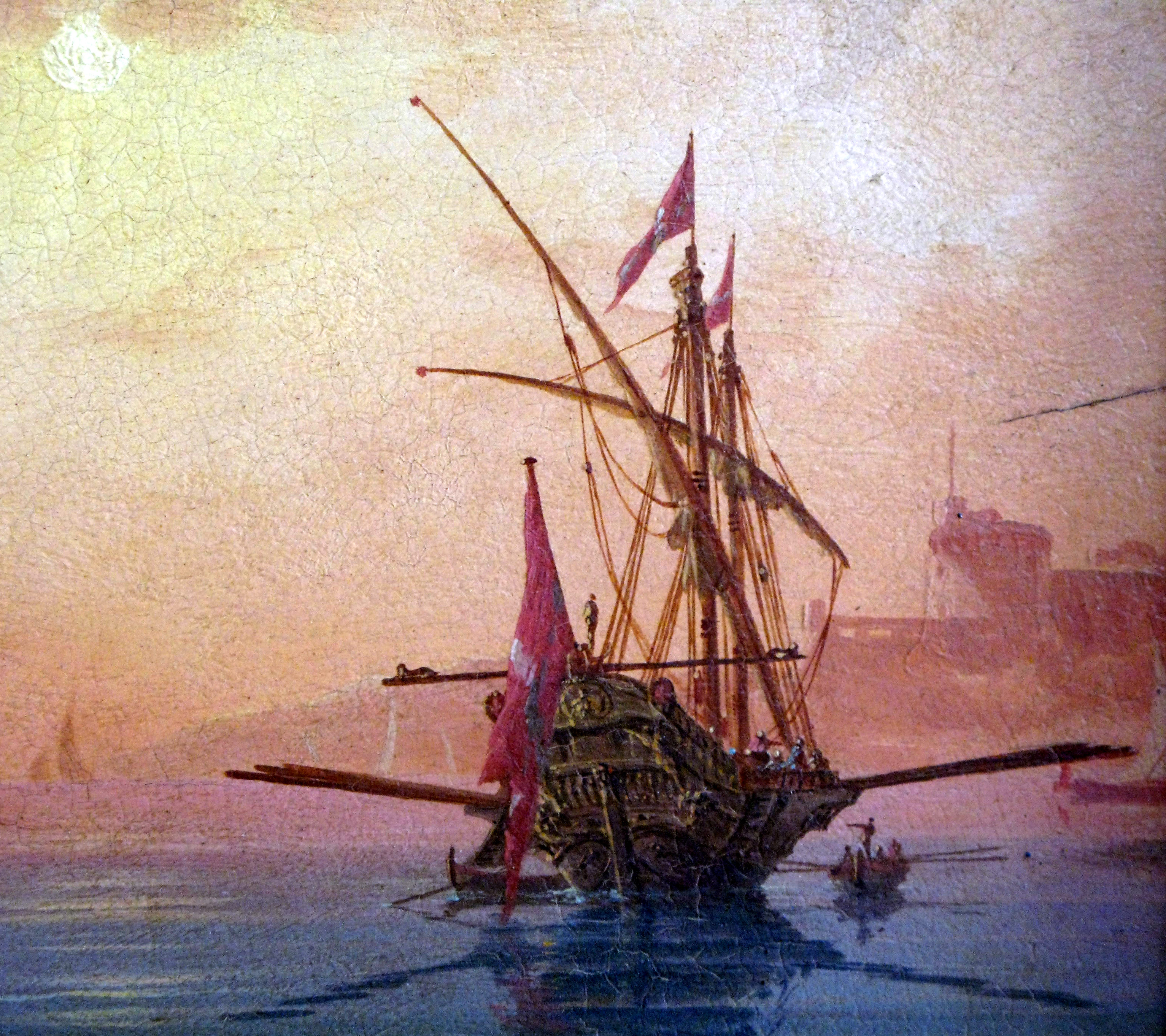
Vista posterior de una galera de la Orden de San Juan de Jerusalén en 1765, tal vez en el puerto de Marsella. Detalle de (Marine au soleil couchant de Charles-François Grenier de Lacroix)

Para el año 1700, se estimaba que había 20 000 galeotes en el arsenal, incluidos 12 000 convictos, 5000 marineros y soldados, 1200 oficiales o suboficiales, incluyendo 200 oficiales de espadas y 200 oficiales de plumas. También había 300 obreros y soldados voluntarios en dicho año, al que se agregaron irregularmente de 2000 a 2500 trabajadores y trabajadores estacionales empleados para las galeras en construcción y mantenimiento, que requerían la presencia de muchas herramientas y un gran almacenamiento de madera. Una gran población de fuera de la ciudad (casi un cuarto de la población de la ciudad), todos de sexo masculino, residían en el Arsenal.
Los galeotes que transitaban por la ciudad eran muy numerosos, especialmente cuando, entre octubre y mayo, las galeras se desarmaban. Muchos encontraban un trabajo en la ciudad (herreros, carpinteros, cerrajeros, etc.). Los patrones encontraban allí una mano de obra abundante y barata. Hasta 4000 hombres abandonaban el Arsenal por la mañana, normalmente encadenados bajo la supervisión de un partesanero, para regresar por la noche.
El resultado era un flujo constante de personas y bienes entre el arsenal y la ciudad, lo que requería un a supervisión continua y una gestión rigurosa para evitar las evasiones y los robos de materiales. La contabilidad precisa se realizaba con muchos estados, registros donde se anotaban las entradas y salidas. La administración del intendente de las galeras era controlada por la Secretaría de Estado para la Marina y las sanciones podían llegar hasta el despido, como fue el caso de Brodart.

### El Arsenal y la ciudad
Con los miles de residentes en el  Arsenal, tanto civiles como militares, se desarrolló una vida intensa. Jean-Mathieu de Chazelles (1657-1710), profesor de hidrografía en el Arsenal de galeras, creó el primer Observatorio de Marsella, en 1685, antes de que los jesuitas comenzaran en 1702 las observaciones en su nuevo observatorio, subsidiado por la Marina e instalado en su Colegio de Sainte-Croix, en la rue Montée-des-Accoules.
El Arsenal jugó un papel importante en la vida de la ciudad. Así, a raíz del decreto de 1674, firmado por el rey Luis XIV que promulgaba el reglamento de la Policía General de los arsenales de la Armada, la Real Orden de 14 de agosto de 1719 confió a un oficial del arsenal de galeras de Marsella la guardia de cuatro bombas de brazo llamadas «bombas holandesas», antecedente lejano distante del cuerpo de marinos-bomberos.

### Las galeras y la peste de 1720

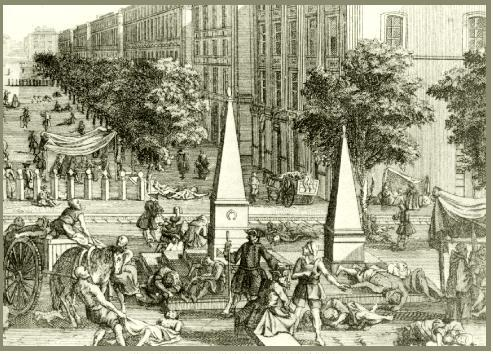
La peste en Marsella en 1720.

Al abrigo de las murallas y aislado de la ciudad, al arsenal de galeras no le afectó o le afectó poco la epidemia de peste que devastó Marsella en 1720. Los únicos convictos que murieron de peste fueron los famosos "«cuervos»" o sepultureros que fueron encargados, a instancia de los concejales, de evacuar los cadáveres y llevarlos a las fosas comunes. Hubo al principio 23 galeotes que fueron empleados en esta tarea, con la promesa de libertad si escapaban de la plaga, lo que no fue el caso ya que todos murieron. Fueron reemplazados por varios contingentes sucesivos que fueron puestos bajo vigilancia de los soldados. De hecho, los convictos saqueaban las viviendas abandonadas, acababan con los moribundos o los arrojaban a los carros con los muertos, o escapaban vistiéndose con la ropa de los muertos. Se estima que 335 convictos murieron en esta labor y que 171 escaparon de la muerte y obtuvieron la libertad prometida.

## El desmantelamiento del Arsenal
Después de la reunión del cuerpo de galeras con el de las naves por la ordenanza del 27 de septiembre  de 1748, el Secretario de Estado de la Marina, Antoine Louis Rouillé, dirigió el 2 de agosto de 1749 al intendente de La Tour una memoria pidiéndole que devolviera todas las galeras a Tolón Masson, 1938, p. 442 y justificara en un informe la permanencia de cualquier galera en Marsella.
El intendente consultó a los comerciantes que se pronunciaron a favor de mantener las galeras en Marsella porque, según ellos, eran muy útiles para el comercio. El intendente La Tour envió al ministro el 5 de enero de 1750, un memorial conforme a los deseos de los marselleses, que no impidió el traslado de las galeras a Tolón. Los comerciantes lamentaron esta decisión. Tal actitud es sorprendente porque solo podría retrasar la supresión del estorboso arsenal. No es menos sorprendente que los comerciantes en 1789 no aludieran en sus cuadernos de quejas a este problema vital. De hecho, la sobrecarga del puerto de Marsella debido al aumento del tráfico comercial era percibida como que toda una parte de los muelles estaba ocupada por el arsenal y por lo tanto restada a la actividad comercial. Así, de una longitud lineal de 1900 metros de muelles, 500 metros escapaban a la  actividad comercial. Además, la presencia del Arsenal impedía la conexión entre los dos orillas abiertas al comercio, la orilla norte (muelle del puerto actual) y una parte de la orilla sur (el nuevo muelle actual), que solo podía ser realizada mediante barcas.

### La venta del Arsenal
A principios del año 1781, Pierre-Victor Malouet, oficial naval de Tolón, se encargó de proponer a la ciudad de Marsella la venta del Arsenal.
En la sesión del 11 de febrero de 1781, el consejo municipal aceptó la propuesta y designó una comisión bajo la presidencia del alcalde Joachim-Elzéard de Gantel-Guitton, señor de Mazargues, para informar sobre las condiciones de la venta. El Consejo aceptó esta retrocesión, y el Intendente de la Provenza, Charles Jean-Baptiste des Gallois de La Tour, que actuaba en nombre del rey, vendió el 3 de septiembre de 1781, los terrenos y los edificios del arsenal a la ciudad de Marsella, para que esta última construyera un nuevo barrio en los terrenos devueltos disponibles. La naturaleza de los trabajos a realizar fue aprobada por el Rey el 12 de noviembre de 1782. Entre las diversas obligaciones, la ciudad tuvo que construir un canal para prolongar la dársena existente y hacer así una segunda conexión con el puerto. El canal tendría la forma de una U y se llamaría el canal de la aduana.
Charles Thiers, secretario archivero de la ciudad de Marsella y abuelo de Adolphe Thiers, expresó su opinión sobre la distribución de las superficies disponibles en una memoria titulada Avis d’un citoyen pour l’emploi du terrain de l’Arsenal (Opinión de un ciudadano para el empleo del terreno del Arsenal). Este texto muestra una concepción urbanística notable para la época. Abogó por la realización de una gran plaza pública y calles anchas. Desafortunadamente, los consejeros municipales siguieron estas recomendaciones con cautela y solo reservaron un ancho de 10 metros para las calles ordinarias.
La ciudad, poco dispuesta a hacerse cargo de la distribución de los terrenos, decidió entregarlos; dos compañías se postularon: una fundada por Mathieu, procurador de la senescalía de Marsella, asociado con el marqués Jean-Baptiste de Rapalli, la otra por Jean-Baptiste Rebuffell, empresario de las carnicerías de Marsella. En su sesión del 3 de junio de 1784, el consejo municipal vendió los terrenos a la primera compañía que tomó el nombre de Compagnie de l’Arsenal (Compañía del Arsenal).

### Urbanización de los terrenos

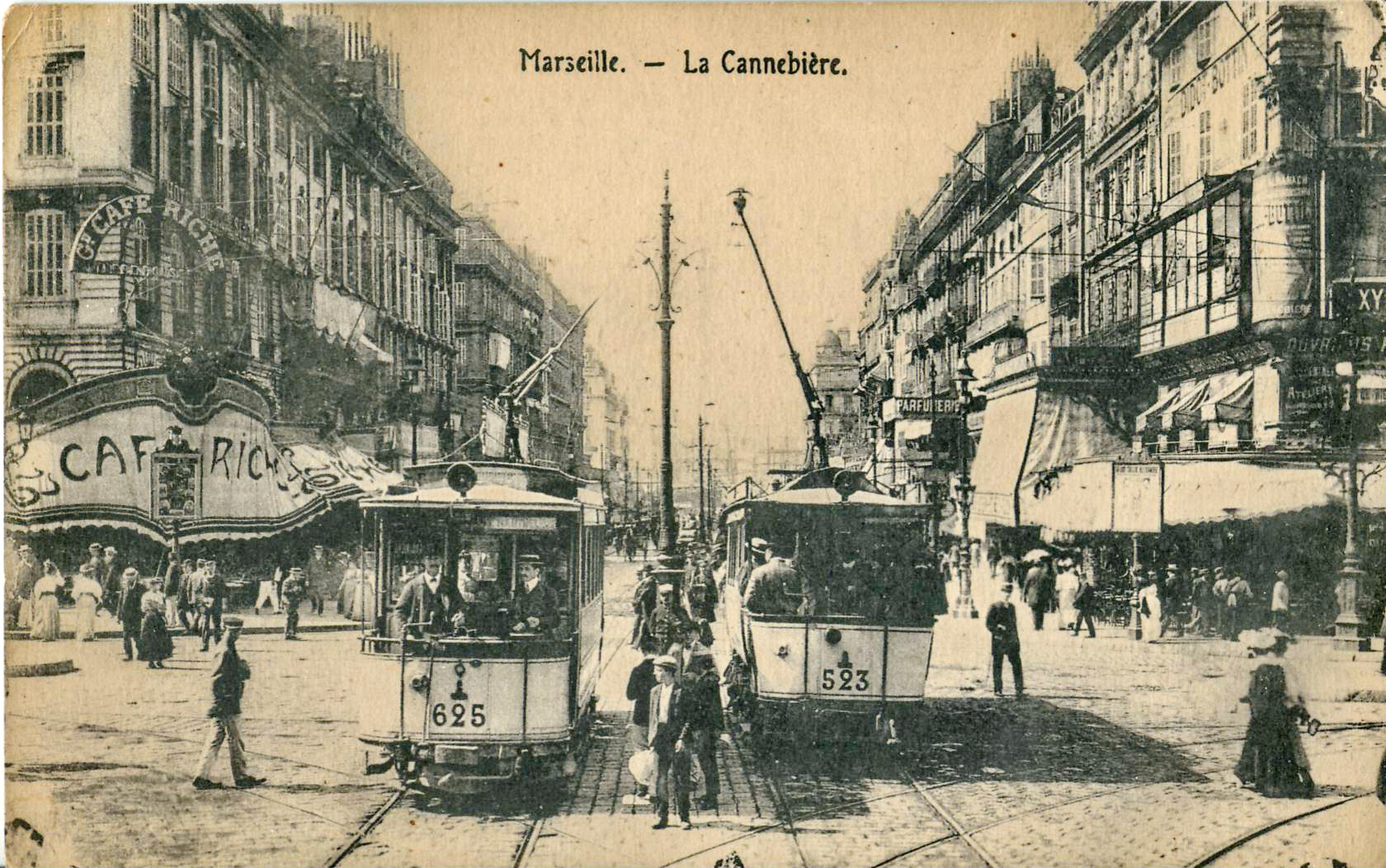
La Cannebière y su tranvía, antes de la Primera Guerra Mundial.

La liberación de los terrenos permitió la prolongación de varias calles hasta el puerto. Fue particularmente el caso de la avenida Canebière, cuya perspectiva fue tapada por los edificios del Arsenal y que ofrecía una magnífica vista de todo el puerto. En 1785, con el abandono del Arsenal de galeras se prolongó hasta el Puerto Viejo de Marsella. Las calles Pavillon y Vacon fueron prolongadas y tomaron los nombres de Suffren y Pytheas, respectivamente.
El sudeste de las tierras liberadas, se dotó con una nueva plaza, la actual place Ernest Reyer, en cuyo borde se construyó el gran teatro que después de su incendio en 1919 se convirtió en la ópera municipal. La rue Beauvau también se abrió.
En la parte sur, la compañía del a Arsenal cambió los planes iniciales no realizando una plaza octogonal, sino una simple plaza cuadrada, la actual plaza Thiars, que se encontraba en el centro de un islote rodeado por el canal des la aduana. Surgieron serias dificultades para establecer conexiones entre este nuevo distrito que tomó el nombre de islote Thiars, y las calles Sainte y Fort Notre-Dame. De hecho, durante la ampliación del Arsenal, había sido necesario proceder a la retirada de voluminoso escombros para tener un Arsenal de una sola planta. Para conectar la isla Thiars con las calles Sainte y Fort Notre-Dame, al ayuntamiento le hubiera gustado la unión mediante rampas de acceso y no por escaleras. La decisión del Consejo del rey de 20 de febrero de 1786, ordenó la construcción de escaleras que se encuentran actualmente en la rue Fortia y la rue de la Paix para conectarlas con la calle Sainte, y en la calle Monnier para la conexión con la rue du fort Notre-dame.
La demolición de los últimos edificios del Arsenal tuvo lugar en 1787. En junio de 1789, al estallar la Revolución francesa solo quedó el pavimento de las calles del islote Thiars por realizar.
A principios del siglo XX, el canal de aduanas tenía muchos inconvenientes: malos olores y dificultades de conexión entre las dos orillas. El alcalde de Marsella, Simeon Flaissières, hizo votar el 14 de mayo de 1926 una deliberación solicitando al Estado una recalificación del canal para permitir su rellenado. Habiendo sido obtenida la reclasificación, el canal de Arsenal se rellenó especialmente con los escombros de las destrucciones de los inmuebles ubicados detrás de la Bolsa, y las nuevas vías creadas (las Cours Jean-Ballard, Cours d'Estienne d'Orves y place aux Oils) fueron pavimentadas a principios de marzo de 1929.
Los únicos restos del Arsenal que permanecen visibles son un edificio ubicado en la Cours d'Estienne d'Orves, llamada «la capitainerie» (la capitanía), que fue objeto de inscripción en los monumentos históricos el 4 de agosto de 1978  y, oficialmente, la Mezquita del Arsenal, o mezquita de los galeotes turcos en Marsella, que se trasladó a la zona sur de la ciudad, hoy en el número 584 de la avenue du Prado, inscrita como tal en el título de los monumentos históricos desde el 15 de julio de 1965. La investigación llevada a cabo desde entonces cuestionó el supuesto origen de este edificio que, de hecho, sería un simple quiosco de estilo morisco, transformado en capilla en la actualidad.

## El Arsenal en las artes
Muchas pinturas representan el arsenal en el siglo XVII o galeras en el puerto o en el puerto de Marsella.
Una novela policíaca de Jean-Christophe Duchon-Doris, Les Galères de l'Orfevre, publicada en 2007 por ediciones Julliard utilizó el marco del Arsenal.